# Joseon Tongsinsa

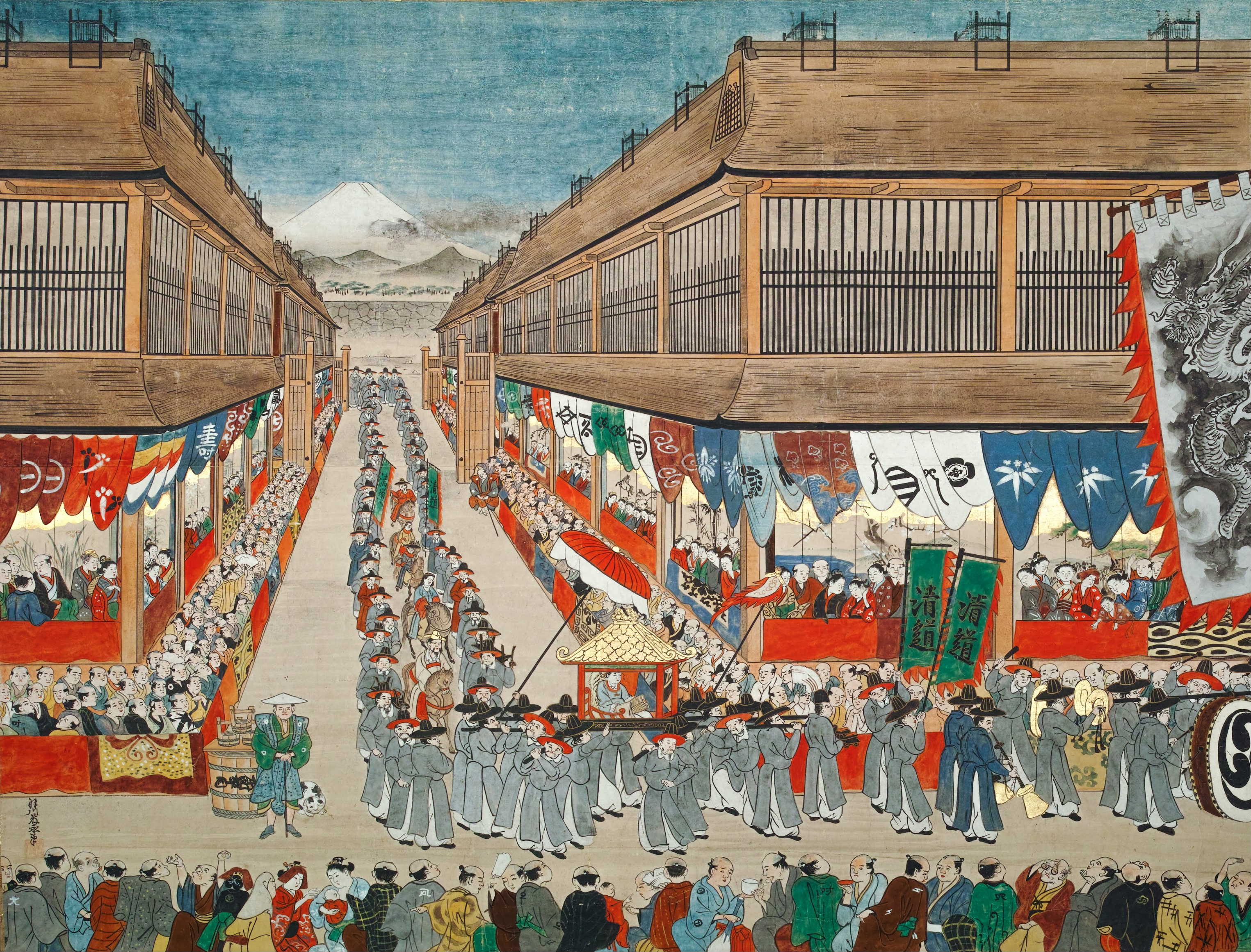
Procesión diplomática de Joseon a través de las calles de Edo, Japón en 1748.
Chōsen-jin Uki-e por Hanegawa Tōei, c. 1748.

Joseon Tongsinsa (hangul: 조선통신사) es el nombre de las misiones de buena voluntad que se realizaban de manera intermitente, a petición de la autoridad japonesa residente, por la dinastía Joseon de Corea hacia Japón. El término identifica un tipo específico de delegación diplomática y de sus enviados. Desde la perspectiva de la diplomacia Joseon, la descripción formal de una misión como un tongsinsa significa que las relaciones estaban «normalizadas».
Enviados diplomáticos fueron asignados a presentarse ante el shogunato Ashikaga y Toyotomi Hideyoshi entre 1392 y 1590. Misiones similares fueron enviadas durante el shogunato Tokugawa entre 1607 y 1811. Tras la misión de 1811, otra misión se preparó, pero fue pospuesta cuatro veces y luego cancelada debido a la convulsión interna que desencadenó la caída del shogunato Tokugawa y el inicio de la Restauración Meiji, que marcó un tono diferente en las relaciones entre Corea y Japón.

## Historia
A partir de 1392, varias misiones diplomáticas fueron enviadas desde la corte de Joseon a Japón. No menos de 70 misiones fueron despachadas a Kioto y Osaka antes del período Edo. Las misiones diplomáticas formales más significativas de la corte de Joseon a Japón fueron llamadas tongsinsa.
El término tongsinsa puede ser mal usado para referirse a la práctica de relaciones unilaterales, y no a las relaciones internacionales de contactos y comunicaciones mutuas entre Joseon y Japón. A finales del siglo XVI, cuatro embajadas a Japón fueron llamadas «enviados de comunicación» o tongsinsa: en 1428, 1439, 1443 y 1590. Después de 1607, nueve misiones tonsingsa fueron enviadas a Japón hasta 1811.
El patrón único de estos intercambios diplomáticos evolucionó de modelos establecidos por los chinos, pero sin denotar cualquier relación predeterminada con China o el orden mundial chino.
En el período Edo japonés, estas misiones diplomáticas fueron interpretadas en beneficio de los japoneses como propaganda legitimadora para el shogunato Tokugawa (bakufu) y como un elemento clave de la manifestación emergente de la visión ideal japonesa de la composición de un orden internacional con Edo como su centro.

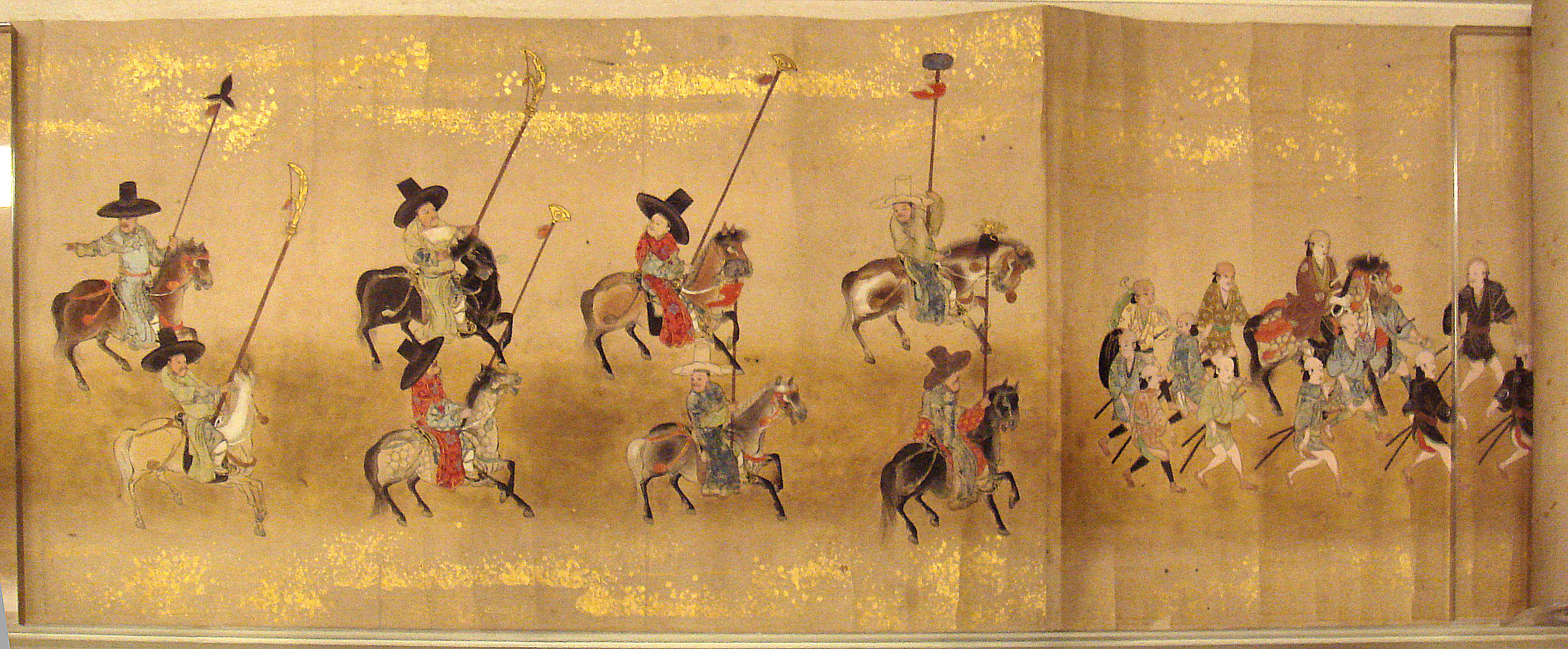
Impresión de una misión Joseon Tongsinsa en Japón - atribuido a Kanō Yasunobu, c. 1655.

Tras las invasiones japonesas de Corea (1592-1598), comenzó una nueva fase de relaciones diplomáticas. Las embajadas fueron precedidas por negociaciones formales que comenzaron en 1600, poco después de que la corte de Joseon se enterara de la derrota del clan Toyotomi en la batalla de Sekigahara.
Como un gesto inicial de los japoneses para restablecer las relaciones diplomáticas y como una señal de futuro progreso, algunos prisioneros de Joseon fueron liberados en la isla de Tsushima. Como respuesta, un pequeño grupo de mensajeros bajo el liderazgo de Yu Jeong fueron enviados a Kioto para investigar con mayores detalles. Con la asistencia de Sō Yoshitomo, se realizó una audiencia con Tokugawa Ieyasu en el Castillo Fushimi en Kioto. En 1604, Yu Jeong confirmó el interés de Joseon en fomentar el desarrollo de las relaciones; y el shōgun Tokugawa respondió con la liberación de 1390 prisioneros de guerra.

## Cronología

### Tonsingsaen los siglosXVyXVI
| Año  | Monarca Joseon | Enviado       | Shōgun japonés     | Propósito oficial |
| ---- | -------------- | ------------- | ------------------ | --- |
| 1428 | Sejong         | Bak Seo-saeng | Ashikaga Yoshinori | Condolencias por la muerte de Ashikaga Yoshimochi y congratulaciones en la sucesión de Ashikaga Yoshinori como shōgun. |
| 1439 | Sejong         | Go Deuk-jong  | Ashikaga Yoshinori | Relaciones estrechas y supresión de los piratas waegu (wakō).                                                          |
| 1443 | Sejong         | Byeon Hyo-mun | Ashikaga Yoshimasa | Condolencias por la muerte de Yoshinori y congratulaciones en la sucesión de Yoshikatsu como shōgun.                   |
| 1590 | Seonjo         | Hwang Yun-gil | Toyotomi Hideyoshi | Congratulaciones en la unificación de Japón por Hideyoshi.                                                             |

### Invasiones de Hideyoshi
Las relaciones diplomáticas fueron anuladas en 1592 cuando las fuerzas japonesas invadieron territorio de Joseon, y sólo se comenzaron a restablecer con la muerte de Hideyoshi en 1598, y con la retirada gradual de las fuerzas japonesas en la península coreana.

### Tongsinsaen los siglosXVIIalXIX
Durante el período Tokugawa, los monarcas de Joseon enviaron 12 delegaciones de gran escala a Japón, pero no todos fueron interpretados como tongsinsa. Las embajadas consistían de 400 a 500 delegados y estas misiones discutiblemente contribuían al desarrollo político y cultural de Japón de diferentes maneras en la que las relaciones bilaterales hacían efecto.
Las misiones de 1607, 1617 y 1624 fueron explícitamente identificadas por la corte de Joseon como «envíos de respuesta y repatriación de prisioneros», que pueden ser interpretados como menos formales que un tongsinsa.
A diferencia de las misiones durante inicios de la dinastía Joseon, Japón no envió misiones de agradecimiento en este período y sólo Joseon realizó misiones a Japón. Sin embargo, no puede ser interpretado como una forma de relaciones unilaterales o favorables a Japón, luego de la invasión japonesa a Corea, ya que los enviados japoneses tuvieron prohibido viajar a Seúl y las misiones japonesas se detenían en la residencia japonesa en Busan (durante las invasiones, las fuerzas japonesas usaron el camino que recorrían las misiones japonesas a Seúl desde Busan); también, el costo del envío de estas misiones fue asumido por el shogunato en Japón (que en el contexto de las tres misiones de «comunicación», que buscaban la normalización de las relaciones entre Joseon y Japón, resultaba en un trato equitativo), cuyo costo estimado igualaba al presupuesto anual del shogunato.
En el período Tokugawa, los contactos diplomáticos entre Joseon y Japón fueron considerados eventos significativos, con la excepción de la delegación de 1811. En esa ocasión, el embajador coreano y su séquito recorrieron hasta la isla de Tsushima, donde fueron recibidos por representantes del shogunato Tokugawa. Tras la misión de 1811, se preparó una nueva misión pero fue pospuesta cuatro veces y luego cancelada debido a los desórdenes de finales de la era Tokugawa que desencadenaron la Restauración Meiji.
| Año   | Monarca Joseon | Enviado       | Shōgun japonés      | Propósito oficial                                      |
| ----- | -------------- | ------------- | ------------------- | ------------------------------------------------------ |
| 1636  | Injo           | Im Gwang      | Tokugawa Iemitsu    | Celebrando la prosperidad.                             |
| 1643  | Injo           | Yun Sunji     | Tokugawa Iemitsu    | Celebrando el cumpleaños del shōgun Iemitsu.           |
| 1655  | Hyojong        | Jo Hyeong     | Tokugawa Ietsuna    | Congratulaciones en la sucesión del shōgun Ietsuna.    |
| 1682  | Sukjong        | Yun Jiwan     | Tokugawa Tsunayoshi | Congratulaciones en la sucesión del shōgun Tsunayoshi. |
| 1711  | Sukjong        | Jo Tae-eok    | Tokugawa Ienobu     | Congratulaciones en la sucesión del shōgun Ienobu.     |
| 1719  | Sukjong        | Hong Chi-jung | Tokugawa Yoshimune  | Congratulaciones en la sucesión del shōgun Yoshimune.  |
| 1748  | Yeongjo        | Hong Gye-hui  | Tokugawa Ieshige    | Congratulaciones en la sucesión del shōgun Ieshige.    |
| 1764  | Yeongjo        | Jo Eom        | Tokugawa Ieharu     | Congratulaciones en la sucesión del shōgun Ieharu.     |
| 1811‡ | Sunjo          | Kim Igyo      | Tokugawa Ienari     | Congratulaciones en la sucesión del shōgun Ienari.     |

‡El tongsinsa de 1811 fue incompleto; la delegación no avanzó más allá de Tsushima, donde los enviados de Joseon fueron recibidos por representantes del shogunato.